# Глибокі родичі
«Глибокі родичі» — радянський короткометражний комедійний художній телефільм 1980 року, знятий режисером Сергій Ашкеназі на Одеській кіностудії.

## Сюжет
В основі сюжету — комічна ситуація, що склалася між чоловіком та дружиною (обидва мріють про нову сім'ю), яка знаходить свій щасливий дозвіл у новорічну ніч.

## У ролях
- Тетяна Васильєва — Олена
- Олена Коренєва — Віра
- Леонід Куравльов — Толік
- Юрій Богатирьов — Юрик
- Ніна Ніжерадзе — епізод
- Віктор Сарайкін — епізод
- Георгій Тусузов — товариш по службі Толіка
- Людмила Гаврилова — колега Толіка
- Тетяна Ігнатова — епізод

## Знімальна група
- Режисер — Сергій Ашкеназі
- Сценарист — Вікторія Токарєва
- Оператор — Світлана Зінов'єва
- Композитор — Борис Фрумкін
- Художник — Валентин Гідулянов